# KV15
Das altägyptische Grabmal KV15 liegt im Tal der Könige. Dabei handelt es sich um das Grab von Sethos II., einem Pharao der 19. Dynastie. Es ist seit der Antike offen. Der Gang ist dekoriert und die Grabkammer hat vier Pfeiler. Howard Carter erforschte es 1903 und 1904. In der Kammer gibt es 59 Wanddekorationen. Sie wurden 1889 von Eugène Lefébure abgezeichnet.

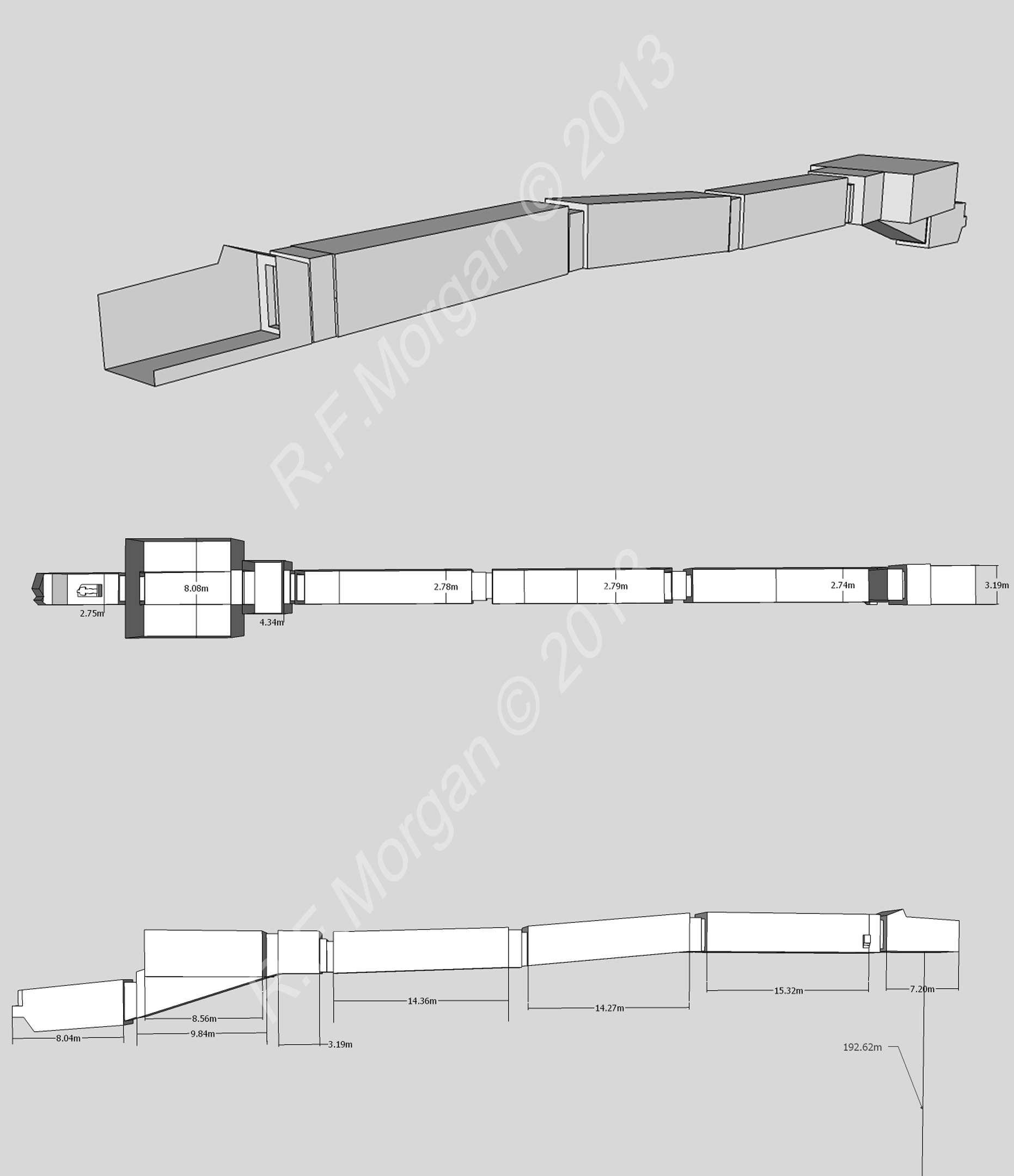
3D-Modell des Grabmals
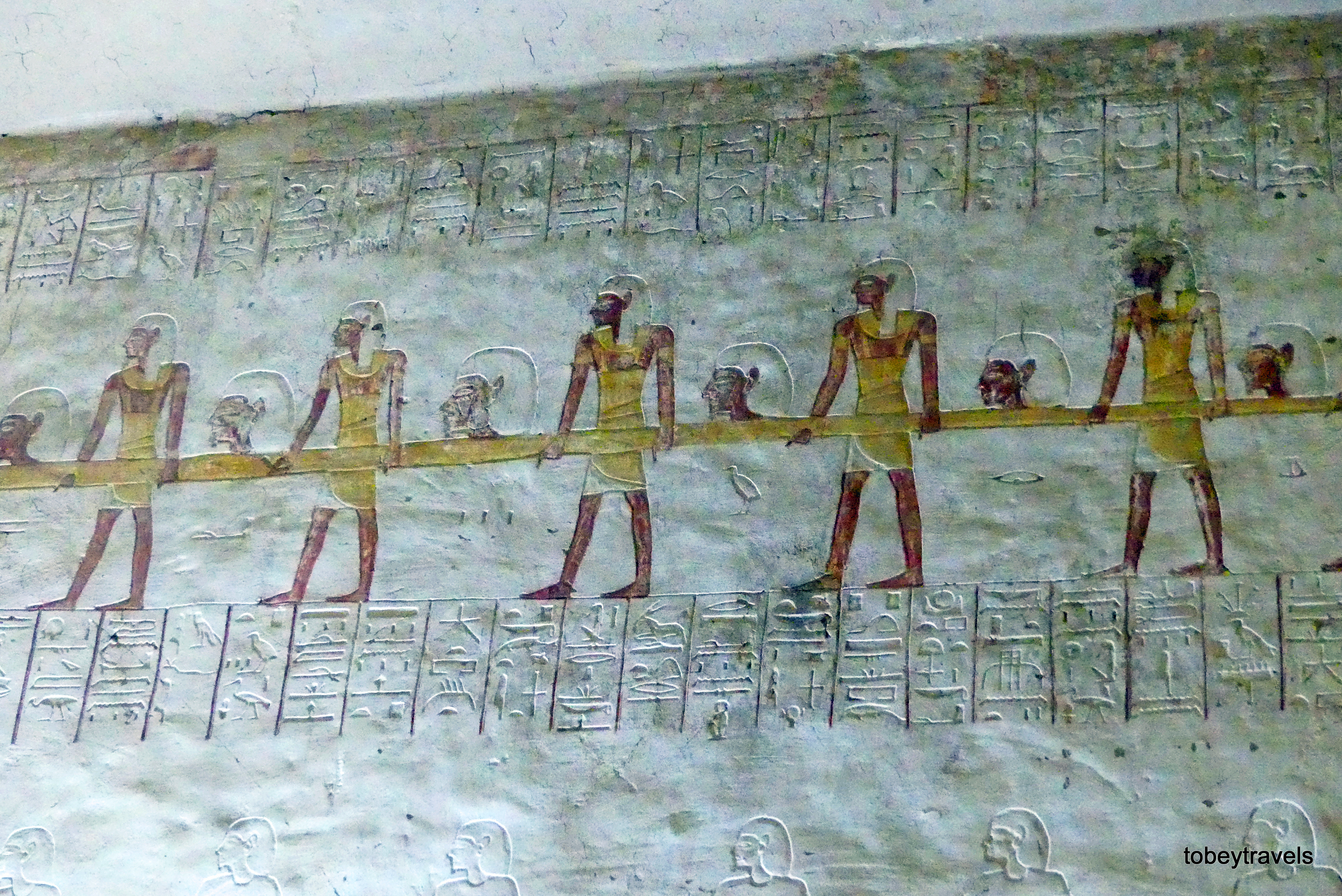
Wandrelief in KV15
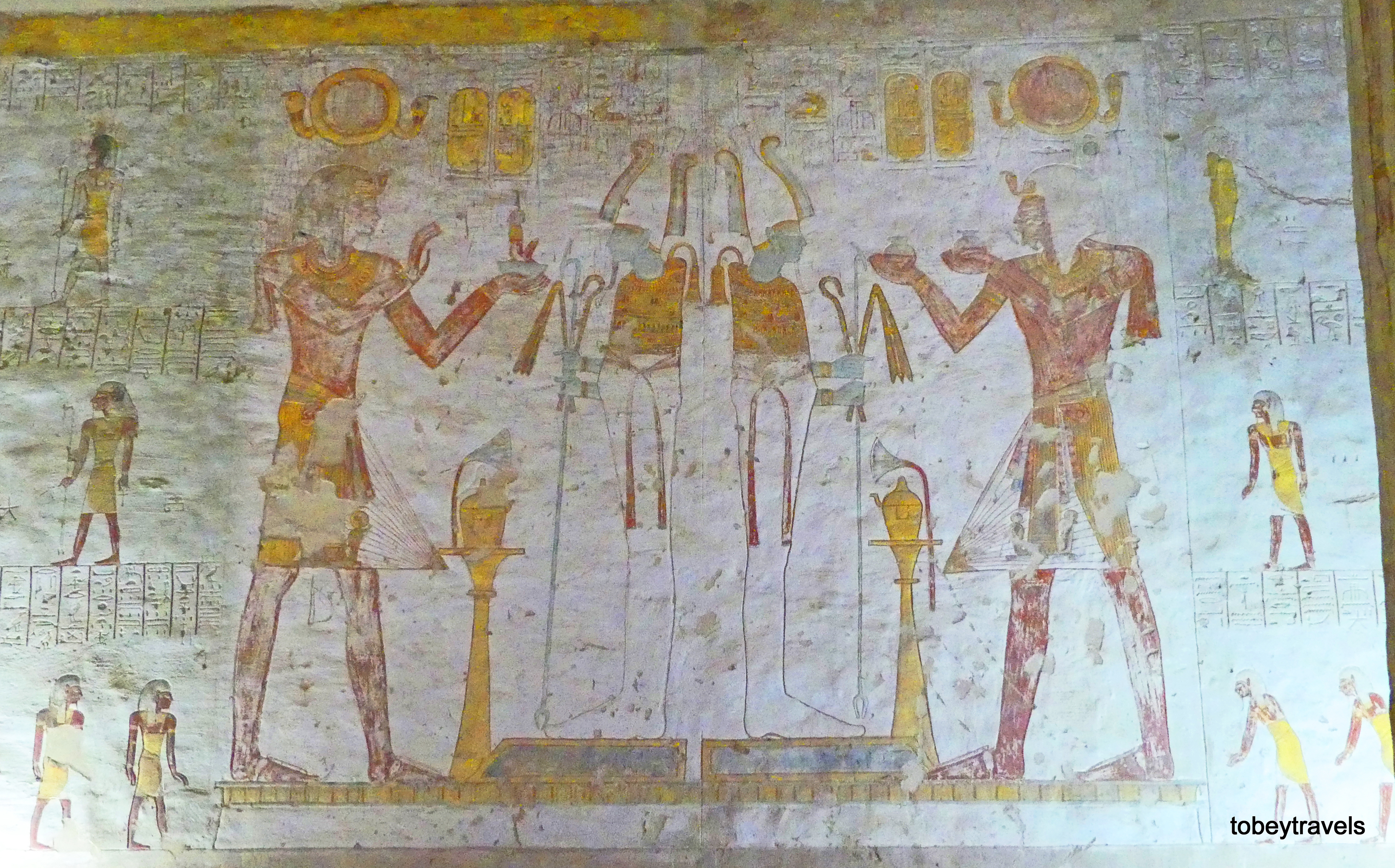
Wandrelief in KV15; Sethos II. bringt eine Opfergabe zu Osiris
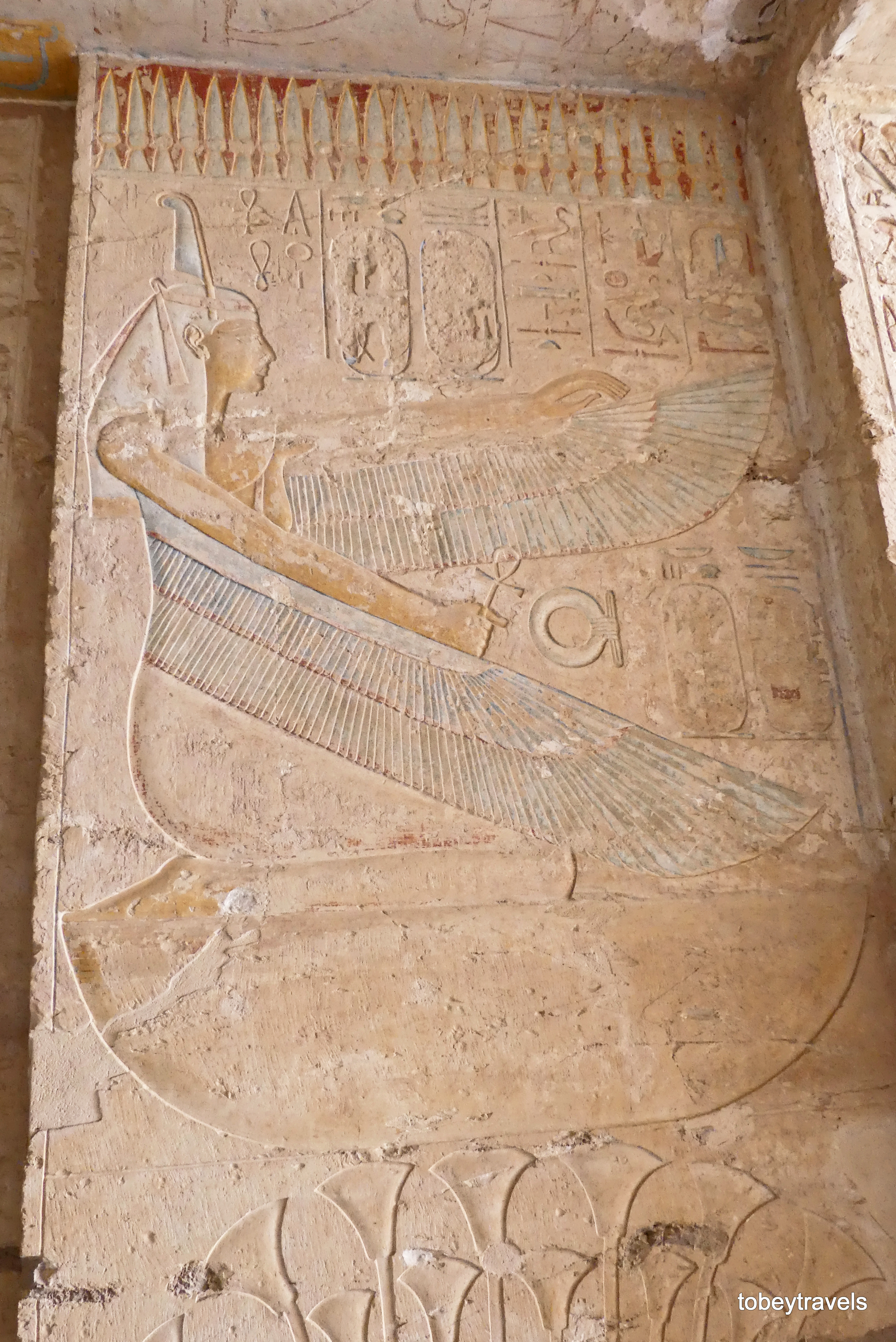
Wandrelief in KV15; geflügelte Gottheit Maat

## Belege
1. ↑  Ausgrabungen im Tal der Könige: KV 15, Sethos II (19. Dynastie) (Beschreibung)
2. ↑  Ausgrabungen im Tal der Könige: KV 15, Sethos II (19. Dynastie) (Geschichte der Tätigkeiten im Grab)